# غابرييل ايسبارزا
غابرييل ايسبارزا (بالإسبانية: Gabriel Esparza)‏ (30 يناير 1993 في الأرجنتين - ) هو لاعب كرة قدم أرجنتيني في مركز الهجوم. لعب مع نادي بويبلا ونادي سان لورينزو وClub Atlético Temperley ‏.

## روابط خارجية
- غابرييل ايسبارزا على موقع قاعدة بيانات كرة القدم.إي يو (الإنجليزية)
- غابرييل ايسبارزا على موقع Soccerway.com (الإنجليزية)
- غابرييل ايسبارزا على موقع AS.com (الإسبانية)